# Abatus curvidens
Abatus curvidens is een zee-egel uit de familie Schizasteridae.
De wetenschappelijke naam van de soort werd voor het eerst geldig gepubliceerd in 1836 door Theodor Mortensen.